# 水の旅人 侍KIDS
『水の旅人 侍KIDS』（みずのたびびと さむらいキッズ）は、1993年公開の日本映画。監督は大林宣彦、主演は山﨑努。
末谷真澄の小説『雨の旅人』（マガジンハウス、1992年2月、ISBN 4838703155）の映画化であり、末谷自身が脚本を手がけている。また、『水の旅人』のタイトルで末谷自身による絵本（絵：渡辺有一、フジテレビ出版、扶桑社、1993年7月、ISBN 4594011934）も刊行されている。
フジテレビ制作でハイビジョン合成を多用した、夏休み映画である。ハイビジョン合成は全編の9割にもおよび、当時の最先端技術を導入した映画として注目された。

## あらすじ
少年の楠林悟が出会った一寸法師のような身長17センチメートルの小さな侍は、墨江少名彦（すみのえのすくなひこ）という水の精であった。少名彦は水の源からやって来たと言い、海を目指していると語る。悟は少名彦との生活で勇気や自然への優しさと武士の心を学ぶが、水質汚染で体を蝕まれた少名彦の体は日増しに弱まっていく。悟は少名彦のために沢の清水を取ろうとし、遭難してしまう。悟の危機を知った少名彦は単身山へ向かったが、瀕死の状態になってしまう。悟は少名彦を助けるために水源へ向かい、洞窟の奥深くで水源の水を浴びた少名彦は、新たに生まれ変わって海を目指して旅立っていった。

## キャスト
- 墨江少名彦：山﨑努、六代目尾上丑之助
  - 侍の姿をした水の精。
    - 公開当時、フジテレビ系で宣伝された際に少名彦は一寸法師として宣伝されていた。
- 楠林悟：吉田亮
  - 小学生。少し内気なところのある男の子だったが、少名彦と出会ったことによってその性格が徐々に変化していく。
- 楠林千鶴子：伊藤歩
  - 悟の姉。思春期真っ只中&反抗期気味で常にイライラしている。悟の内向的な性格にもイライラしており、また、悟がそうした性格になったのは両親が甘やかしているからだと両親を非難する。
- 村田由紀：原田知世
- トラック運転手：南原清隆
  - ジュースの空き缶を窓から捨てる。
- 楠林優子：風吹ジュン
  - 千鶴子と悟の母。
- 楠林文博：岸部一徳
  - 千鶴子と悟の父。
- 由利徹

## スタッフ
- 監督：大林宣彦
- 原作・脚本：末谷真澄
- 音楽：久石譲
  - 演奏：ロンドン交響楽団
- 主題歌：中山美穂「あなたになら…」
- 製作：フジテレビジョン・オフィス・トゥー・ワン・東宝
- 配給：東宝

## 製作

### 企画・製作まで
フジテレビの社員プロデューサー・河井真也は、上司から1990年の『タスマニア物語』から3年後の1993年の夏休み映画製作の指示を受け、夏休み東宝系公開日が先に決定した。河井は『転校生』以来の大林宣彦監督のファンで、いつか一緒に仕事がしたいと考えていたところ、久石譲のコンサートで、隣の席になった大林を楽屋で改めて久石から紹介された。『雨の旅人』（末谷真澄：著）の原作にも出会い、末谷が自身で書いたシナリオも良く、時間もあまりなく、他に企画もなかったことから、すんなり『雨の旅人』の製作が決定。河井としては『時をかける少女』のようなファンタジー感を期待し、大林監督なら映像は頭の中にあり、シナリオなどが仮に無くても撮れる人かもという意識はあったが、今回は"ヒット必須"であり、河井も気にいった末谷のシナリオがすでにあり、大林監督も監督オファーを快諾した。「1993年夏休み東宝系公開」「監督：大林宣彦」「音楽：久石譲」と「配収20億円以上！」が先に決定した。夏休み映画に『雨の旅人』だと淋しいのでタイトルを『水の旅人 侍KIDS』に変更。当時は邦画はピンチの時代で、日本一の東宝の大チェーンであっても夏休み公開だと全国百数十スクリーン程度。ここまでは順調にいくかに見えた。大林監督は"映像の魔術師"との異名を持つが、あまり特撮（ハイビジョン合成）には興味が湧かないことを後で知った。

### キャスティング
出演する子役の多くは、本作品がデビュー作であった。

### 脚本・撮影
大林が末谷のシナリオの潤色（直し）をやり、クランクインの数日前に東宝撮影所でオールスタッフ打ち合わせがあったが、大林シナリオはまだできていなかった。大林映画は、大林自身による編集を経て、初めてスタッフもどんな映画か分かるというものではあったが、河井は「潤色」の意味は少し手を加える意味かと思っていたら、大林は10％程度しかオリジナルの内容は残っていない状態まで書き換え、ほぼ大林のシナリオになった。撮影は毎回、大林の手書きのコピーがシナリオ。シナリオが事前に無い状態で更に書き換えられ、スタッフも準備不能になり、明日の撮影場所も決まらない状態の中で、何とか持ちこたえていたが、物理的に破綻し。新たなスタッフを投入するしかなくなり、別班A班、B班と、どんどん膨らんでいった。1993年1月クランクイン、3月クランクアップの予定が、ずるずると延びた。河井はフジテレビの上司に東宝撮影所に来てもらって大林監督にビシッ！と通告をしてもらおうとしたが、現場に来て「監督、頑張ってください！」と激励をして帰ってしまった。上司と熱い握手を交わした大林は「河井さん、上司もお墨付きでOKだね」と理解不能なリアクション。それでも憎めない愛すべきキャラ故困惑した。スタッフの数も予算もオーバーし、軌道修正も上手くできず、撮影は5月にずれ込んだ。ポストプロダクションを経てようやく5月末に完成した。しかし、その後も延々と編集作業は続いた。

### 完成披露試写会
主人公が水の精ということで水との合成が多いが、水は本来特撮には向かないもので、業界では相当タブー視されていた。そのタブーで誰もやらなかったところを、監督の大林宣彦が制作を買って出ている。製作は二班体制で行われ、合成作業はアップ直前まで時間がかけられた。そのため、ラストのプリントが届いたのは完成披露試写会での舞台挨拶中だった。
編集作業は東宝撮影所に泊まり込み状態で続いた。大林は「1時間くらいの睡眠がちょうど良い」と話した。ついに有楽町マリオンでの完成披露試写会の前日、撮影所で夜明けを迎えた大林は日の出を見ながら、「河井さん、いよいよ『映画』らしくなって来ましたねえ……」と言った。河井は「監督、流石にもう（編集済みを）現像所に出さないと、今夜の試写会に間に合わないんじゃないですか?」と聞いたら、大林は「大丈夫。イマジカは優秀だし、慣れてるから」と言う。マリオン試写は夕方6時台で渋滞を恐れ、フィルムを山手線で、五反田から有楽町まで手持ちで持ってきてもらうことになったが、舞台挨拶が始まってもフィルムは来ない。普段は長ーい大林の舞台挨拶に「できるだけ短く！」と手信号を送るところだが、「延ばしてOK」と合図を送った。大林の観客席に向けての発言は驚くべきものだった。「皆さん。今夜、ご覧いただく映画は、ここでしかご覧いただけないものです。最後の仕上げの途中で…今宵限りの…」だった。観客席は「それって、未完成? 完成試写会じゃないの?」とザワザワ。何とか現像所からプリントが届き、無事上映開始。終了後、大林は「さあ、東宝撮影所に戻って続きやりましょう！」と、元気な声で言った。そこからまた数日ポスプロがあり、公開には間に合ったが、完成しているのか否かは、大林のみぞ知る状態。並行して宣伝展開もやったが、当然、中味や内容をアピールすることはできなかった。あまりにカット数が多く、大林も「このカット数は新記録じゃないか」と話したという。
本作品は大林が師とあおぐ本多猪四郎に捧げた特撮映画でもあり、1954年の『ゴジラ』の監督として知られる本多がゴジラの新作を演出する際には大林が助監督を担当するという話もあったという。作中にも、悟少年の祖父の遺影として本多の肖像が使用されている。
舞台演出家の鴻上尚史がメイキングビデオを撮影している。大林の前作『青春デンデケデケデケ』（1992年）を見て大いに触発された鴻上は、大林から映画を学びたいとメイキングビデオの撮影を嘆願し、鴻上が撮影した内容は『映画の旅人』と題されて映画公開時にポニーキャニオンから発売された。これは後のDVD化の際に特典映像として収録されており、映画パンフレットには鴻上のインタビュー記事が掲載されている。

## 受賞歴
- 第11回ゴールデングロス賞優秀銀賞[10]
- 第17回日本アカデミー賞最優秀音楽賞[11]